# Жумба (река)
Жумба (каз. Жұмба) — река в отрогах Калбинского хребта, находится в Кокпектинском районе Восточно-Казахстанской области Казахстана. Впадает в реку Большая Буконь.
Берёт начало на высоте около 1300 м. Течёт по горному ущелью. Впадает в Большую Буконь в 8 км к северу от села Жумба (бывшая Малороссийка).

## История
По названию реки назван золотодобывающий рудник и посёлок шахтёров. Из-за исчерпания золотоносной жилы в 1954 году рудник был закрыт. Почтовое отделение было перенесено в соседнее село Малороссийка, поэтому это село иногда называют Жумба.